# ویکز کولن
ویکز کولن (به انگلیسی: Wakes Colne) یک روستا و محله مدنی در بریتانیا است که در کولچستر واقع شده‌است. ویکز کولن ۵۳۸ نفر جمعیت دارد.